# 霍見浩喜
霍見 浩喜（つるみ ひろき）は日本の経済学者、ペンシルベニア大学経済学博士。ラトガーズ大学経済学部教授、コロンビア大学客員教授、一橋大学客員教授、京都大学客員教授等を歴任。

## 人物
1961年に一橋大学商学部を卒業、1963年にサスカチュワン大学経済学修士、1967年にペンシルベニア大学経済学博士。
ラトガーズ大学経済学部教授、コロンビア大学客員教授、一橋大学客員教授、京都大学客員教授、新潟大学客員教授等を歴任。
専門は計量経済学や統計学で、企業紛争の計量分析等を行う。

## 著作
- 「辻村江太郎・黒田昌裕著「日本経済の一般均衡分析」日本経済研究センター会報. (通号 223) [1974.05.01]
- 「米国計量経済学の最近の動向--様変わりする計量経済学」日本経済研究センター会報. (通号 712) [1994.09.15]